# Тельце Грандри
Тельца́ Грандри — механорецепторы птиц. В своей локализации часто связаны с тельцами Гербста. Обнаружены только у некоторых птиц: пластинчатоклювые, в меньшей степени совы и некоторые воробьиные. 
Тельце Грандри окружено незаконченной оболочкой, образованной из 2-4 слоев фибробластов и коллагеновых волокон, имеющих различное направление. Нервное волокно, пронизывает эту оболочку, и теряет свою миелиновую оболочку, клетки которого преобразуются в систему «псевдопластин», характеризующихся плоскими цитоплазматическими выростами. Данные пластины окружают собой две крупные клетки Грандри, которые составляют собой основную массу рецептора. Как правило они отличаются бобовидной формой, обращены друг к другу плоскими сторонами, между которыми проходит само нервное окончание.
Часто тельца Грандри могут содержать не две, а больше клеток Грандри, расположенных одна над другой. Такие тельца окружены общей оболочкой, а само нервное волокно перед входом в тельце отличается ветвящимся строением, благодаря чему нервные окончания находятся между каждой парой клеток Грандри.
Модальность телец Грандри пока еще остается плохо исследованной и предположительно связана с ощущениями прикосновений, например в случаях, когда птица погружает свой клюв в воду. Возможно эти рецепторы также возбуждаются при учащении сердцебиения и задержке дыхания во время ныряния или при других формах добывания пищи под водой.